# Plemenitaš (priimek)
Plemenitaš je priimek več znanih Slovencev:
- Ana Plemenitaš Ilješ (*1952), biokemičarka, univ. prof. (MF in ZF UL)
- Anja Plemenitaš, psihiatrinja (UM)
- Franc Plemenitaš (1922 - 1989), teolog, učitelj dogmatike v Mariboru
- Janko Plemenitaš (1931 - ?), psiholog in pedagog, prof. PeF UM
- Jože Plemenitaš - Pepi (1923 - ?), radijec (pionir Štajerskega vala)
- Karel Plemenitaš (*1954), slikar, spec. za umetniško grafiko in keramiko
- Katja Plemenitaš, jezikoslovka anglistka, doc. UM
- Maj Plemenitaš, (krajinski) arhitekt, raziskovalec, izumitelj
- Simon in Anja Plemenitaš, glasbena pedagoga
- Tanja Plemenitaš (1928 - 2011), specialna pedagoginja